# Betzdorf
Betzdorf település Németországban, Rajna-vidék-Pfalz tartományban. Lakosainak száma 10 401 fő (2023. december 31.).

## Népesség
A település népességének változása:
| Lakosok száma | 10 457 | 9967 | 10 139 | 10 141 | 10 099 | 10 223 | 10 401 |
|               | 1975   | 2015 | 2017   | 2019   | 2021   | 2022   | 2023   |